# Cerf d'Eld
Cervus eldii
Espèce
Synonymes
Rucervus eldii
Statut de conservation UICN

 EN  : En danger
Statut CITES
Le Thamin ou Thameng ou  cerf d'Eld (Cervus eldii ou Rucervus eldii) est une espèce de cervidés d'Asie du Sud-Est vivant dans la jungle. On le trouve en Inde du nord (Manipur), Birmanie, Thaïlande, Laos, Viêt Nam et Cambodge.

## Description
Le cerf d'Eld a un pelage brun-rouge. Sa taille au garrot est d'environ 115 cm et sa masse est de 80 à 150 kg. Il est parfois surnommé cerf lyre en raison de la forme de ses bois.
Cet animal a été décimé par la chasse, il est devenu rare et sa reproduction dans les zoos est difficile.

## Alimentation
Le Thamin broute principalement du riz sauvage et des feuilles d'arbres.

## Taxinomie
Il existe trois sous-espèces :
- Cervus eldii eldi - Manipur, Inde
- Cervus eldii thamin - Birmanie
- Cervus eldii siamensis - Thaïlande, Vietnam, îles Hainan.